# Pont Tsing Ma

Localisation du pont Tsing Ma et des différents autres grands ponts de Hong Kong

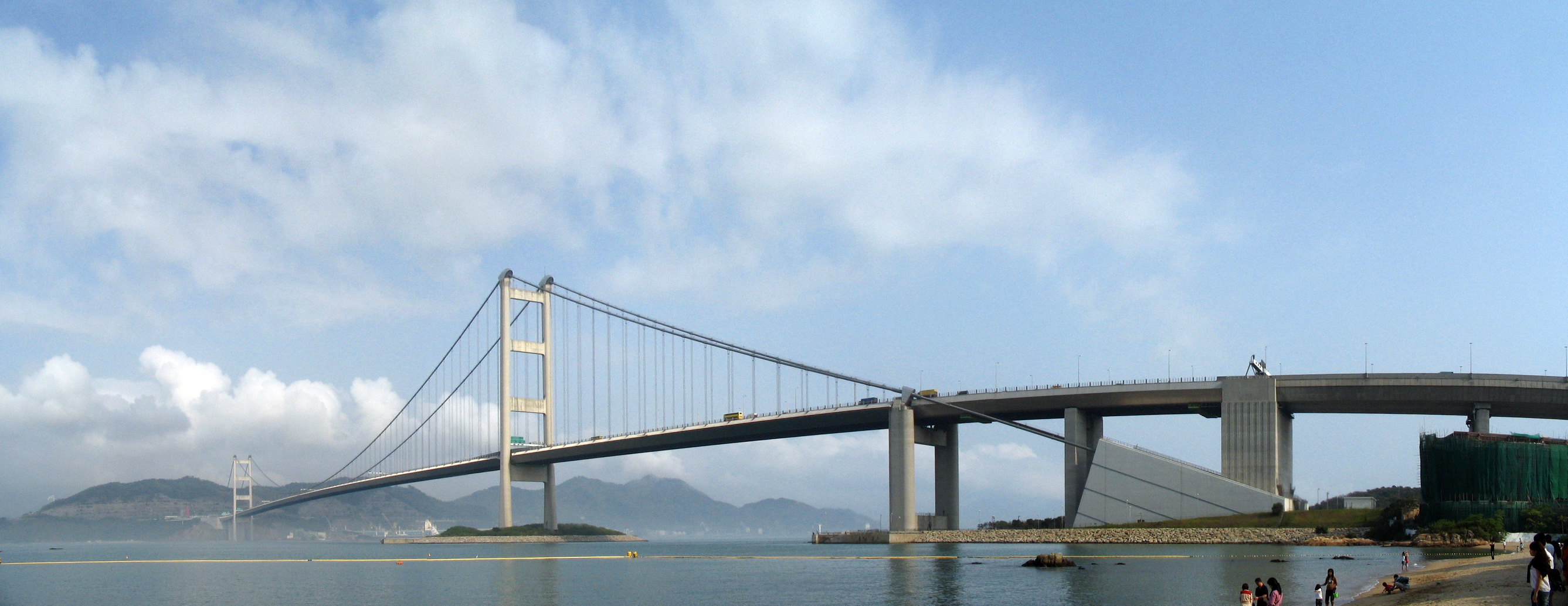
Le pont Tsing Ma vu de la plage de Tung Wan, Ma Wan. Noter l'imposant massif d'ancrage

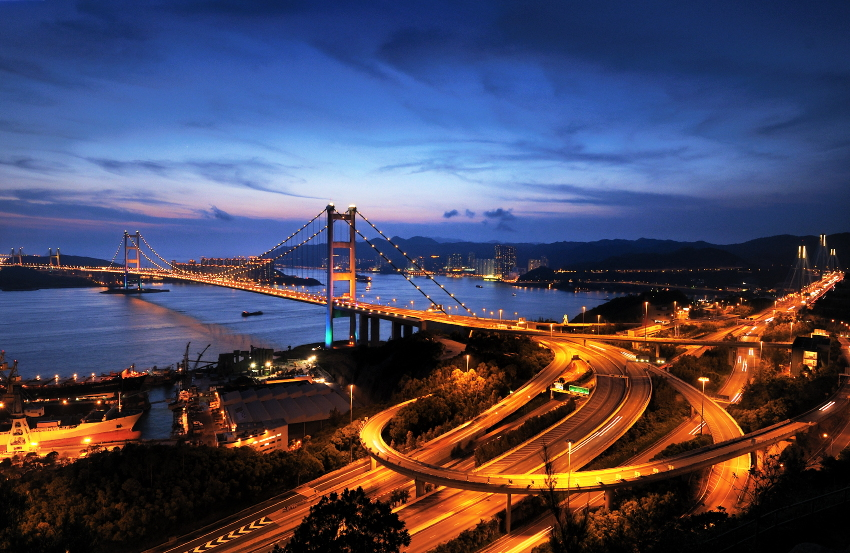
Vue de nuit

Le pont Tsing Ma (chinois simplifié : 青马大桥 ; chinois traditionnel : 青馬大橋 ; pinyin : Qīngmǎ Dàqiáo) est un pont de Hong Kong en Chine. Il relie les îles de Tsing Yi et Ma Wan, d’où il tire son nom. Avec une portée principale de 1 377 mètres, il est le treizième pont suspendu le plus grand au monde et il a été le deuxième lors de l'achèvement des travaux.
Il dispose d’un tablier à deux niveaux, l’un réservé au trafic routier, l’autre au trafic ferroviaire. Il est aussi le plus grand pont suspendu de ce type.

## Descriptif
Le pont a une portée principale de 1 377 mètres, la plus grande de tous les ponts supportant un trafic ferroviaire.

### Tablier
Le tablier, d’une largeur de 41 mètres, porte six voies de circulation automobile, avec trois voies dans chaque direction.
Le niveau inférieur comprend deux voies ferrées et deux voies couvertes servant à la maintenance, mais également à la protection de la circulation lorsque de violents typhons touchent Hong Kong. Dans ce cas, le trafic routier serait arrêté, mais les trains pourraient quand même franchir le pont dans les deux sens.
L'acier constituant le tablier a été fabriqué en Grande-Bretagne et au Japon. Après livraison, les pièces ont été usinées et assemblées à Dongguan en Chine pour constituer des modules préfabriqués. 96 modules, chacun de 18 mètres de long et pesant 480 tonnes, ont ainsi été préparés puis apportés sur le site par des barges spécialement conçues, et élevés au niveau du tablier à l’aide d’un treuil accroché sur le câble de retenue.

### Tours
Chacune des deux tours a une hauteur de 206 m au-dessus du niveau de la mer et est fondée sur le substratum rocheux relativement peu profond. Ces tours sont constituées de deux piliers liaisonnés par des poutres horizontales. Les piliers ont été construits avec du béton hautes performances présentant une résistance de 100 Mpa. Ils ont été coulés en utilisant un système de coffrage glissant.

### Massifs d’ancrage
L’ensemble des efforts de traction est repris dans d’imposants massifs d’ancrage situés à chacune des extrémités du pont. Le poids total du béton utilisé dans les deux ancrages est d’environ 300.000 tonnes. La société VSL a construit les massifs d'ancrage des câbles, de même que les pylônes de 190 mètres et les piles de rive.

### Suspension
Les deux câbles de retenue ont été construits par un procédé de filage aérien, consistant à torsader des fils par passage d'un ancrage à l'autre. Un total de 33 400 fils galvanisé de 5,38 mm de diamètre ont été ainsi assemblés (91 sections de 368 fils) pour former finalement un câble de 1,1 m de diamètre.

## Travaux et coûts
Le coût de l’ouvrage s’est élevé à 7,14 milliards $. Les travaux ont été exécutés en 57 mois.
Avec le Pont de Ting Kau , le Pont Kap Shui Mun et le Pont de Stonecutters, il est surveillé par le Vent et la Surveillance de Santé Structurale du Système (WASHMS).